# 8295 Toshifukushima
8295 Toshifukushima este un asteroid din centura principală de asteroizi.

## Descriere
8295 Toshifukushima este un asteroid din centura principală de asteroizi. A fost descoperit pe 26 octombrie 1992 la Kitami de Kin Endate și Kazuro Watanabe. Asteroidul prezintă o orbită caracterizată de o semiaxă mare de 2,78 ua, o excentricitate de 0,16 și o înclinație de 10,3° în raport cu ecliptica.